# Circoscrizione elettorale Abruzzi e Molise (Regno d'Italia)
La circoscrizione elettorale Abruzzi e Molise è stata una circoscrizione elettorale di lista del Regno d'Italia per l'elezione della Camera dei deputati.

## Storia
La circoscrizione fu creata con l'istituzione del collegio unico nazionale tramite regio decreto del 13 dicembre 1923, n. 2694.
Sulla base del censimento della popolazione del 1921, alla circoscrizione vennero assegnati 21 deputati (14 per la lista prevalente e 7 per le liste di minoranza) rispetto ai 25 stabiliti per le corrispondenti province fino alle elezioni del 1921.
La circoscrizione fu abolita con legge 15 febbraio 1925, n. 122.
| Legislature     | VIII | IX   | X    | XI   | XII  | XIII | XIV  | XV   | XVI  | XVII | XVIII | XIX  | XX   | XXI  | XXII | XXIII | XXIV | XXV  | XXVI | XXVII | XXVIII | XXIX | XXX  |
| --------------- | ---- | ---- | ---- | ---- | ---- | ---- | ---- | ---- | ---- | ---- | ----- | ---- | ---- | ---- | ---- | ----- | ---- | ---- | ---- | ----- | ------ | ---- | ---- |
| Elezioni        | 1861 | 1865 | 1867 | 1870 | 1874 | 1876 | 1880 | 1882 | 1886 | 1890 | 1892  | 1895 | 1897 | 1900 | 1904 | 1909  | 1913 | 1919 | 1921 | 1924  | 1929   | 1934 | 1939 |
| Deputati eletti |      |      |      |      |      |      |      |      |      |      |       |      |      |      |      |       |      |      |      | 21    |        |      |      |
|                 |      |      |      |      |      |      |      |      |      |      |       |      |      |      |      |       |      |      |      |       |        |      |      |
| Totale eletti   | 443  | 493  | 493  | 508  | 508  | 508  | 508  | 508  | 508  | 508  | 508   | 508  | 508  | 508  | 508  | 508   | 508  | 508  | 535  | 535   | 400    | 400  |      |
| Numero collegi  | 443  | 493  | 493  | 508  | 508  | 508  | 508  | 135  | 135  | 135  | 508   | 508  | 508  | 508  | 508  | 508   | 508  | 54   | 40   | 15    | 1      | 1    |      |

## Territorio
Comprendeva le province di Aquila, Chieti, Teramo e Campobasso e aveva come capoluogo L'Aquila.

## Dati elettorali
| Partito                            | Partito                            | Risultati 6 aprile 1924 | Risultati 6 aprile 1924 | Risultati 6 aprile 1924 | Seggi | Seggi |
| Partito                            | Partito                            | Voti                    | %                       | ±                       | Num   | ±     |
| ---------------------------------- | ---------------------------------- | ----------------------- | ----------------------- | ----------------------- | ----- | ----- |
|                                    | Nazionale                          | 150 906                 | 55,72                   | n.d.                    | 14    | n.d.  |
|                                    | Lista nazionale bis                | 81 680                  | 30,16                   | n.d.                    | 5     | n.d.  |
|                                    | Socialista unitario                | 15 857                  | 5,86                    | n.d.                    | 1     | n.d.  |
|                                    | Opposizione costituzionale         | 10 067                  | 3,72                    | n.d.                    | 1     | n.d.  |
|                                    | Liberale                           | 7 624                   | 2,82                    | n.d.                    | 0     | n.d.  |
|                                    | Popolare                           | 4 574                   | 1,69                    | n.d.                    | 0     | n.d.  |
|                                    | Liberale                           | 120                     | 0,04                    | n.d.                    | 0     | n.d.  |
|                                    |                                    |                         |                         |                         |       |       |
| Iscritti                           | Iscritti                           | 519 603                 | 100,00                  |                         |       |       |
| ↳ Votanti (% su iscritti)          | ↳ Votanti (% su iscritti)          | 280 426                 | 53,97                   | n.d.                    |       |       |
| ↳ Voti validi (% su votanti)       | ↳ Voti validi (% su votanti)       | 270 828                 | 96,58                   |                         |       |       |
| ↳ Schede non valide (% su votanti) | ↳ Schede non valide (% su votanti) | 9 598                   | 3,42                    |                         |       |       |
| ↳ Astenuti (% su iscritti)         | ↳ Astenuti (% su iscritti)         | 239 177                 | 46,03                   |                         |       |       |

| Eletti | Eletti                  |  | Eletti                    | Eletti |
| ------ | ----------------------- |  | ------------------------- | ------ |
|        | Giacomo Acerbo          |  | Alessandro Sardi          |        |
|        | Spiridione Caprice      |  | Vincenzo Savini           |        |
|        | Mario Carusi            |  | Francesco Giustino Troilo |        |
|        | Vincenzo Cerulli Irelli |  | Ermanno Amicucci          |        |
|        | Oreste Cimoroni         |  | Umberto Antonelli         |        |
|        | Guido Cristini          |  | Luigi De Simone Niquesa   |        |
|        | Filandro De Collibus    |  | Adelchi Serena            |        |
|        | Guglielmo Josa          |  | Erminio Sipari            |        |
|        | Raffaele Paolucci       |  | Emidio Lopardi            |        |
|        | Vincenzo Riccio         |  | Enrico Presutti           |        |
|        | Michele Romano          |  |                           |        |